# لوئیس ادواردو مگالهایس
لوئیس ادواردو مگالهایس (به پرتغالی: Luís Eduardo Magalhães) یک شهرداری در برزیل است که در باهیا واقع شده‌است. لوئیس ادواردو مگالهایس ۴٬۰۱۸ کیلومتر مربع مساحت و ۹۰٬۱۶۲ نفر جمعیت دارد و ۷۲۰ متر بالاتر از سطح دریا واقع شده‌است.